# Torre dei Modenesi (Nonantola)
La torre dei modenesi o torre dell'orologio o  torre vecchia è una torre medievale situata a Nonantola, in provincia di Modena.
Rilasente al XIII secolo, la torre medievale faceva parte della fortificazione dell'abitato, mentre attualmente si trova in via Roma, nella parte occidentale del centro storico.

## Storia
Le origini della torre risalgono al 1261, quando a seguito di un lodo con il comune di Modena il rettore dell'abbazia di Nonantola perse il potere temporale e il borgo di Nonantola dovette ospitare una guarnigione di militari modenesi.

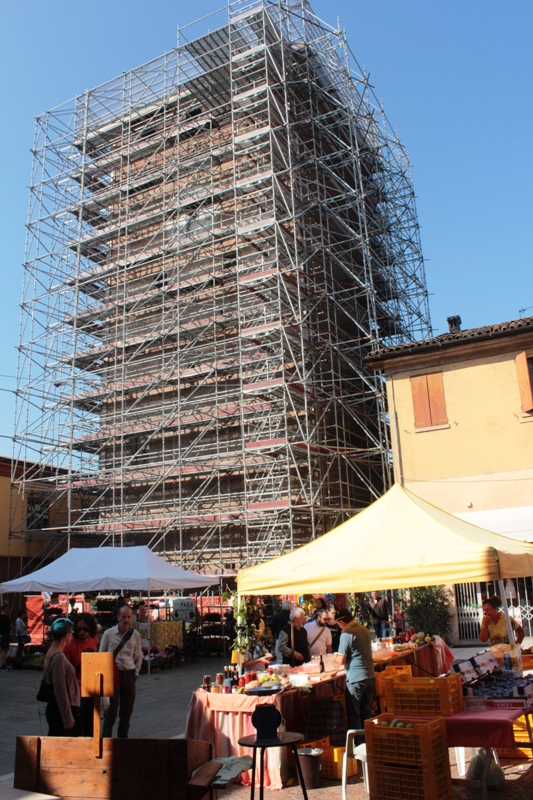
La Torre del Modenesi nel 2016, messa in sicurezza dopo il terremoto

La torre dei Modenesi era la principale fortificazione di Nonantola, tanto che già nel XIV secolo vennero ampliate le costruzioni circostanti: venne realizzato un rivellino indipendente con ponte levatoio per proteggere l'ingresso alla torre e la porta del borgo.
Dal XVII secolo la torre divenne una prigione, con la casa del custode realizzata nel 1623.
Le mura delle fortificazioni del borgo furono smantellate negli anni tra il 1920 e il 1925: la torre rimase si ritrovò così completamente isolata, dopo l'abbattimento degli edifici circstanti e la Porta Vecchia. Durante lo stesso secolo, la torre dei Modenesi divenne un ricovero per le persone povere e un rifugio antiaereo durante la seconda guerra mondiale, mentre successivamente ospitò iniziative culturali.
La torre è stata danneggiata dal terremoto dell'Emilia del 2012 e ne  ha reso necessaria la messa in sicurezza con un'ingabbiatura metallica. I lavori di ripristino e miglioramento antisismico, costati 800.000 euro, sono iniziati nell'ottobre 2016 e si sono conclusi dell'aprile 2017, con la librazione dai ponteggi.
Dal 2015 la torre dei Modenesi e la vicina torre dei Bolognesi, in cui è ospitato il museo civico, partecipa all'iniziativa culturale Wiki Loves Monuments Italia.

## Descrizione
La torre è alta 30,5 metri ed è a pianta rettangolare (10,7 per 9,63 metri), divisa in cinque piani fuori terra. Le facciate in mattoni terminano con una merlatura guelfa squadrata. La parte più alta della torre è coperta da un tetto, su cui è poggiata la cella campanaria con la campana comunale.
La facciata occidentale presenta un urologio realizzato verso il XVI secolo, mentre quella orientale è caratterizzata da una nicchia in cui è esposta una Madonna col Bambino del 1980 del pittore Romano Buffagni ispirato ad un vicino affresco del XIV secolo.